# Sân bay quốc tế Tampa

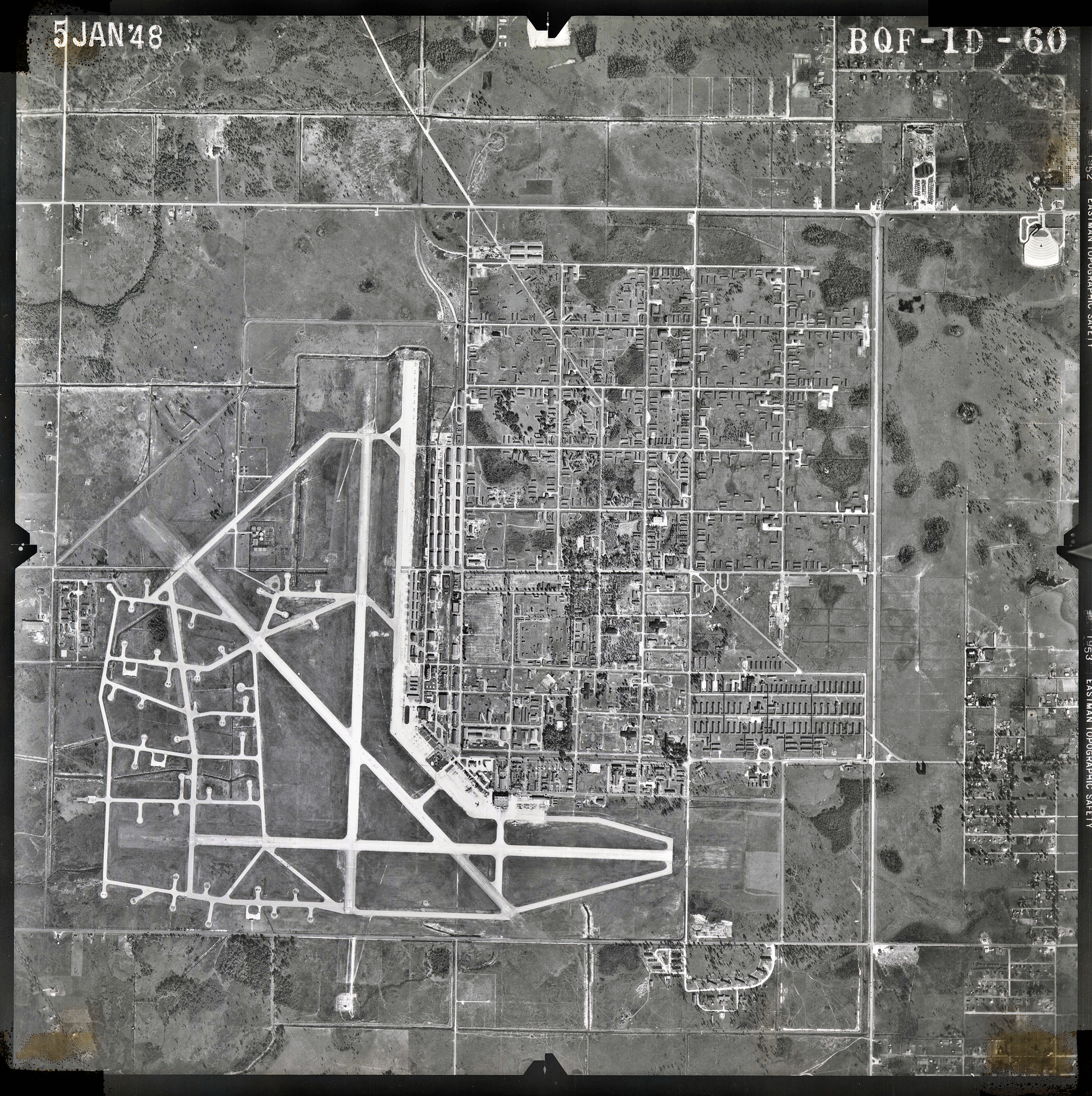
Drew Field năm 1948

Sân bay quốc tế Tampa (IATA: TPA, ICAO: KTPA, LID FAA: TPA) là một sân bay công cộng có cự ly 11 km về phía tây khu kinh doanh trung tâm của Tampa, tại quận Hillsborough, tiểu bang Florida, Hoa Kỳ. Sân bay này là công khai thuộc sở hữu của Cảng vụ hàng không quận Hillsborough. Sân bay này phục vụ các vùng vịnh Tampa và đã được đánh giá cao về kiến trúc và thiết kế hấp dẫn của nó sạt lở / Airside của một thiết bị đầu cuối trung ương ("sạt lở") kết nối bằng máy động lực người dân để hãng hàng không vệ tinh cửa ("airsides"), một khái niệm tiên phong khi thiết kế ban đầu trong cuối những năm 1960. Sân bay này có tên gọi sân bay thành phố Drew cho đến khi trường thành phố năm 1952.
Sân bay quốc tế Tampa hiện đang phục vụ như một trung tâm chính cho Gulfstream International Airlines dưới tên Continental Connection. Khi sáp nhập AirTran Airways và Southwest Airlines, hãng hàng không sáp nhập sẽ phục vụ hơn 40 điểm bay thẳng đến và đi từ Tampa. Ngày nay, Southwest Airlines mang phần lớn nhất của hành khách TPA, điều hành một lịch trình mùa cao điểm của hơn 80 chuyến bay hàng ngày. Sân bay này hiện phục vụ 71 điểm đến không ngừng, bao gồm cả dịch vụ quốc tế Vương quốc Anh, Canada, Mexico và các điểm đến trên khắp vùng Caribbean. Các sân bay đã phục vụ 16.645.765 lượt hành khách trong năm 2010, làm cho nó là sân bay bận rộn thứ 30 theo số lượt khách ở Bắc Mỹ. International Plaza and Bay Street tiếp giáp với sân bay.

## Tuyến bay
| Hãng hàng không                                                       | Các điểm đến | Airside |
| --------------------------------------------------------------------- | --- | ------- |
| Air Canada                                                            | Toronto-Pearson Theo mùa: Halifax, Montréal-Trudeau | E       |
| AirTran Airways                                                       | Akron/Canton, Atlanta, Baltimore, Dayton, Grand Rapids, Indianapolis, Key West, Milwaukee, Rochester (NY), San Juan Theo mùa: Asheville, Flint, Pittsburgh | A       |
| American Airlines                                                     | Chicago-O'Hare, Dallas/Fort Worth, Miami, New York-JFK | F       |
| British Airways                                                       | London-Gatwick | F       |
| Cayman Airways                                                        | Grand Cayman | F       |
| Continental Airlines                                                  | Cleveland, Houston-Intercontinental, Newark | A       |
| Continental Connection cung ứng bởi Gulfstream International Airlines | Fort Lauderdale, Key West, Pensacola, Tallahassee | A       |
| Continental Express cung ứng bởi ExpressJet Airlines                  | Theo mùa: Cleveland, Houston-Intercontinental | A       |
| Delta Air Lines                                                       | Atlanta, Cincinnati/Northern Kentucky, Detroit, Los Angeles, Memphis, Minneapolis/St. Paul, New York-JFK, New York-LaGuardia Theo mùa: Cancun | E       |
| Delta Connection cung ứng bởi Atlantic Southeast Airlines             | Theo mùa: Memphis | E       |
| Delta Connection cung ứng bởi Comair                                  | Miami, Raleigh/Durham | E       |
| Delta Connection cung ứng bởi Compass Airlines                        | Washington-National | E       |
| Delta Connection cung ứng bởi Mesaba Airlines                         | Theo mùa: Memphis | E       |
| Delta Connection cung ứng bởi Shuttle America                         | New York-LaGuardia, Washington-National | E       |
| Frontier Airlines                                                     | Denver | C       |
| JetBlue Airways                                                       | Boston, New York-JFK, Newark, San Juan, White Plains | A       |
| Southwest Airlines                                                    | Albany, Austin, Baltimore, Birmingham (AL), Buffalo, Chicago-Midway, Columbus (OH), Denver, Fort Lauderdale, Hartford, Houston-Hobby, Indianapolis, Jacksonville, Kansas City, Las Vegas, Long Island/Islip, Louisville, Manchester (NH), Nashville, New Orleans, Newark, Norfolk, Philadelphia, Phoenix, Pittsburgh, Providence, Raleigh/Durham, St. Louis, San Antonio, West Palm Beach Theo mùa: Milwaukee | C       |
| Spirit Airlines                                                       | Atlantic City, Detroit, Fort Lauderdale | C       |
| Sun Country Airlines                                                  | Theo mùa: Minneapolis/St. Paul | E       |
| United Airlines                                                       | Chicago-O'Hare, Denver, Washington-Dulles | E       |
| US Airways                                                            | Charlotte, Philadelphia, Phoenix, Washington-National | F       |
| WestJet                                                               | Toronto-Pearson Theo mùa: Halifax, Ottawa | F       |